# Christian Antoni Zehngraf
Christian Antoni Zehngraf (født 6. september 1816 i Svendborg død 31. maj 1880 i Hobro) var en dansk maler og fotograf .

## Familie

### Forældre og søskende
Christian Antoni Zehngrafs far var skræddermester Johannes Baltzer Zehngraf (født omkring 1788 i Nyborg) og hans mor var Christiane Schleiman Zehngraf (født omkring 1795 i Svendborg).
Familien boede i Svendborg.
Christian Antoni havde tre yngre søstre: Petrea Christine (født omkring 1822 i Svendborg), Wilhelmine (født omkring 1824) og Josephine Marie Zehngraf (født 1834 i Svendborg).

### Ægteskab og børn
Zehngraf giftede sig den 7. november 1846 med Rebekka de Lemos (født 7. juni 1820 i Aalborg; død 5. september 1886) i Gudme. Rebekka havde tjent som husjomfru på Broholm hovedgård.
Ægteparret fik følgende børn sammen:
1. Gebhard: født 11. oktober 1847 i Svendborg[15]
2. Charlotte: født 30. december 1848 i Svendborg[16]
3. Johannes Zehngraf[17] født den 18. april 1857 i Nykøbing Falster[18]-1908)[19]
4. tvillingerne Ida og Thyra: født den 21. december 1859 i Nykøbing Falster[20]
5. Julie Christine: født den 20. marts 1862 i Aalborg.[21] Gennem hende blev han svigerfar til Johan Frederik Braae, som også var fotograf.[22]

## Bosættelse
Zehngraf blev født i Svendborg og boede der også, da han blev gift i 1846. Ved folketællingen i 1850 boede han sammen med sine forældre og sin søster Josephine Marie Zehngraf på 16 i Gjerritsgade 17 (nordre del) i Svendborg.
Senest i 1857 var familien flyttet til Nykøbing Falster og boede der stadig i 1859 ved tvillingernes fødsel. I 1862 var familien bosat i Nørregade i Aalborg. I 1863 virkede han som rejsefotograf i Stubbekøbbing, hvor han også tilbød undervisning. Året efter etablerede han sig som fotograf i Aalborg. I 1876 blev Zehngrafs atelier i Algade 13 i Aalborg samt pladerne overtaget af Herman Lorentz Andreas Gudichsen Hald. Zehngraf arbejdede også som fotograf i Hobro, hvor han overtog Frantz Christian Meyers atelier. Hans virketid var fra 1875-1880 i Stolbjerg Agre. Han døde i Hobro. I en kort periode indtil den 22. april 1881 blev atelieret videreført under navnet: "C. A. Zehngraf v/ Zehngrafs enke".

## Uddannelse
Zehngraf besøgte Kunstakademiet i København i 1838.

## Værk
Da han blev gift i 1846, blev han anført som malermester.
I 1857 og i 1859 blev han anført i Nykøbing Falster som malermester.
Det samme i Aalborg i 1862.
Som maler virkede han som altertavlemaler på Sydfyn og Ærø. Han malede i 1841 en kopi fra C.W.Eckersbergs maleri i Vor Frue Kirke i Svendborg til Ærøskøbing kirke. I 1843 malede han til Marstal Kirke et triptykon Kristus i Gethsemane, Johannes og Peter,  Triptykonet er blevet udskiftet, men midtpartiet hænger på kirkens sidevæg.
I 1847 malede han en altertavle til Oure Kirke Jesus med brødet og vinen, som nu står i forhallen.
Der formodes, at portrættet af Birthe Nielsdatter fra Idestrup sogn i dragt er også malet af Zehngraf.
Fra 1864 havde han et fotostudio med speciale i visitkortfotografier i Ålborg og fra 1875 til sin død i Hobro.